# Sayersville
Sayersville è una comunità non incorporata degli Stati Uniti d'America, situata nella contea di Bastrop dello Stato del Texas. 

## Geografia
La comunità è situata a 30°13′55″N 97°19′38″W, 7 miglia a nord di Bastrop, nel centro-nord della contea.

## Storia
La comunità fu fondata nel 1886 dall'imprenditore William Elliott, che la battezzò Sayers; soltanto tre anni dopo, in occasione dell'apertura dell'ufficio postale, assunse l'odierna denominazione.
L'economia cittadina era inizialmente basata sulla lavorazione del cotone, ma in seguito si spostò sulla produzione di combustibili, dapprima legna da ardere e successivamente lignite; le industrie consentirono un rapido sviluppo della comunità, ma dopo pochi anni, a causa della diffusione di nuovi combustibili come il gas naturale, entrarono in crisi fino alla definitiva chiusura nel 1915. La città si spopolò, molti negozi cessarono l'attività e nel 1922 l'ufficio postale fu soppresso.
Nel 1940 i residenti risultavano una cinquantina e rimasero pressoché invariati anche in seguito; delle due attività commerciali ancora presenti all'epoca, nel 1980  sopravviveva soltanto una, utilizzata come luogo d'incontro dalla Sayersville Historical Association.